# Jana Neradová
Jana Neradová, coniugata Linguerri (Benešov, 19 marzo 1967), è un'ex cestista ceca naturalizzata italiana, fino al 1992 cecoslovacca.
Centro di 195 cm, ha giocato in Serie A1 con Faenza e Messina.

## Statistiche

### Presenze e punti nei club
Statistiche aggiornate al 30 giugno 2003
| Stagione        | Squadra                    | Competizione | Partite | Partite | Partite | Statistiche tiro | Statistiche tiro | Statistiche tiro | Altre statistiche | Altre statistiche | Altre statistiche | Altre statistiche | Altre statistiche |
| Stagione        | Squadra                    | Competizione | Pres.   | Titol.  | Minuti  | Tiri da 2        | Tiri da 3        | Liberi           | Rimb.             | Assist            | Rubate            | Stopp.            | Punti             |
| --------------- | -------------------------- | ------------ | ------- | ------- | ------- | ---------------- | ---------------- | ---------------- | ----------------- | ----------------- | ----------------- | ----------------- | ----------------- |
| 1988-1989       | Omsa Faenza                | Serie A1     | 31      |         |         |                  |                  |                  |                   |                   |                   |                   | 172               |
| 1991-1992       | Omsa Faenza                | Serie A1     | 30      |         | 939     | 127/243          | 0/2              | 73/98            | 175               | 5                 | 25                |                   | 327               |
| 1992-1993       | Club Atletico Faenza       | Serie A1     | 30      |         | 945     | 89/205           | 0/0              | 52/64            | 198               | 5                 | 19                |                   | 230               |
| 1993-1994       | Erreti Faenza              | Serie A1     | 30      |         | 895     | 113/210          | 0/0              | 67/89            | 193               | 7                 | 39                |                   | 293               |
| 1994-1995       | Erreti Faenza              | Serie A1     | 30      |         | 901     | 85/202           | 0/1              | 34/55            | 149               | 8                 | 46                |                   | 204               |
| 1995-1996       | Caffè Barbera Messina      | Serie A2/E   |         |         |         |                  |                  |                  |                   |                   |                   |                   |                   |
| 1996-1997       | Caffè Barbera Messina      | Serie A1     | 22      |         | 494     | 57/118           | 0/0              | 36/56            | 72                | 2                 | 24                |                   | 150               |
| 1997-1998       | Caffè Barbera Messina      | Serie A1     | 25      |         | 747     | 71/159           | 0/0              | 45/63            | 141               | 8                 | 31                |                   | 187               |
| 1998-1999       | Caffè Barbera Messina      | Serie A1     | 25      |         | 688     | 49/137           | 2/5              | 30/41            | 98                | 8                 | 28                |                   | 134               |
| 1999-2000       | Giuseppe Rescifina Messina | Serie A1     | 26      |         | 486     | 44/113           | 0/0              | 29/48            | 79                | 1                 | 21                |                   | 117               |
| 2000-2001       | Carinweb Messina           | Serie A1     | 24      |         | 406     | 34/90            | 0/0              | 18/43            | 61                | 6                 | 24                |                   | 86                |
| 2001-2002       | PCR Messina                | Serie A2     |         |         |         |                  |                  |                  |                   |                   |                   |                   |                   |
| 2002-2003       | Reitrans Catania           | Serie A2     | 27      |         |         |                  |                  |                  |                   |                   |                   |                   | 225               |
| Totale carriera |                            |              |         |         |         |                  |                  |                  |                   |                   |                   |                   |                   |

## Palmarès
- Campionato italiano di Serie A2 d'Eccellenza: 1
Rescifina Messina: 1995-1996